# Relaciones entre la República Árabe Saharaui Democrática y Yugoslavia
Las relaciones entre la República Árabe Saharaui Democrática y Yugoslavia eran las relaciones históricas que existían entre la República Árabe Saharaui Democrática y la antigua República Federal Socialista de Yugoslavia que existió hasta 1992. Yugoslavia reconoció la República Árabe Saharaui Democrática el 28 de noviembre de 1984.
Yugoslavia fue el primero país de Europa en reconocer formalmente la independencia de la República Árabe Saharaui Democrática. Junto con Albania, han sido los únicos países europeos en reconocer a la República Árabe Saharaui Democrática. En su momento, Yugoslavia tuvo presión de sus aliados del Movimiento de Países No Alineados en reconocer al país ya que Yugoslavia también fue el primer país en reconocer la independencia del país vecino, Argelia.

## Asistencia yugoslava
Aunque las relaciones formales entre ambos países fueron limitadas, Yugoslavia proveyó ayuda de desarrollo a la república saharaui, proporcionando educación tanto para civiles como miembros del Frente Polisario.

## Disolución de Yugoslavia
Tras la disolución de Yugoslavia y la creación de la nueva Serbia y Montenegro, este retiró su reconocimiento oficial a la República Árabe Saharaui Democrática a principios de los años 2000. Dada esta decisión, las relaciones entre Serbia y Marruecos se empezaron a alinearon alrededor de sus políticas de Estado sobre Kosovo y el estatus político del Sáhara Occidental, respectivamente. Más tarde, en 2010, el Frente Polisario abrió su oficina representativa para la zona de los Balcanes en Liubliana (Eslovenia), otro estado sucesor de Yugoslavia. La nueva oficina en Liubliana se convirtió así en la oficina principal de la República Árabe Saharaui Democrática para toda la zona de la antigua Yugoslavia.